# Långhals, Dalsland
Långhals är en sjö i Dals-Eds kommun i Dalsland och ingår i Örekilsälvens huvudavrinningsområde. Sjön har en area på 0,14 kvadratkilometer och ligger 157,6 meter över havet.

## Delavrinningsområde
Långhals ingår i det delavrinningsområde (653122-126796) som SMHI kallar för Vid mätstation Krokfors Kvarn. Medelhöjden är 161 meter över havet och ytan är 38,77 kvadratkilometer. Räknas de 7 avrinningsområdena uppströms in blir den ackumulerade arean 115,12 kvadratkilometer. Töftedalsån som avvattnar avrinningsområdet har biflödesordning 2, vilket innebär att vattnet flödar genom totalt 2 vattendrag innan det når havet efter 51 kilometer. Avrinningsområdet består mestadels av skog (78 procent) och jordbruk (10 procent). Avrinningsområdet har 0,15 kvadratkilometer vattenytor vilket ger det en sjöprocent på 0,4 procent.